# Action-Camcorder

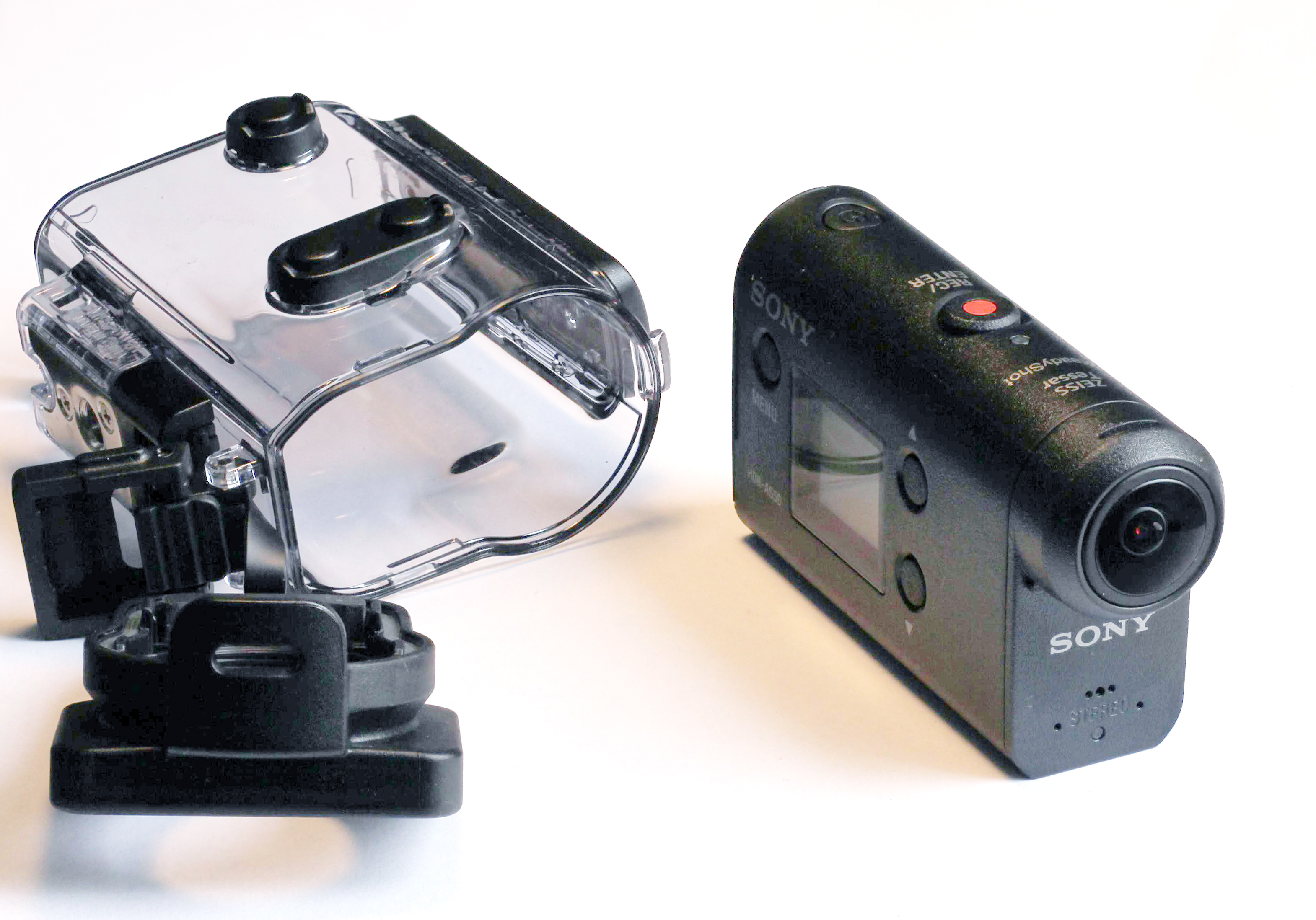
Action-Camcorder mit Unterwassergehäuse

Ein Action-Camcorder (kurz Action-Cam, auch Actionkamera) ist ein kleiner, mobil zu betreibender, digitaler Camcorder für die Aufnahme von Bewegtbildern, der gegen Umwelteinflüsse geschützt ist, zum Beispiel gegen Erschütterungen, Feuchtigkeit, Staub oder negative Einflüsse hoher oder niedriger Temperaturen.
Zu den Pionieren gehörte der Anbieter GoPro. Die Geräte werden inzwischen von vielen Herstellern angeboten. Nach dem Höhepunkt im Jahr 2015 ging die Nachfrage nach der Action-Cams in Deutschland zurück.

## Einsatzgebiete

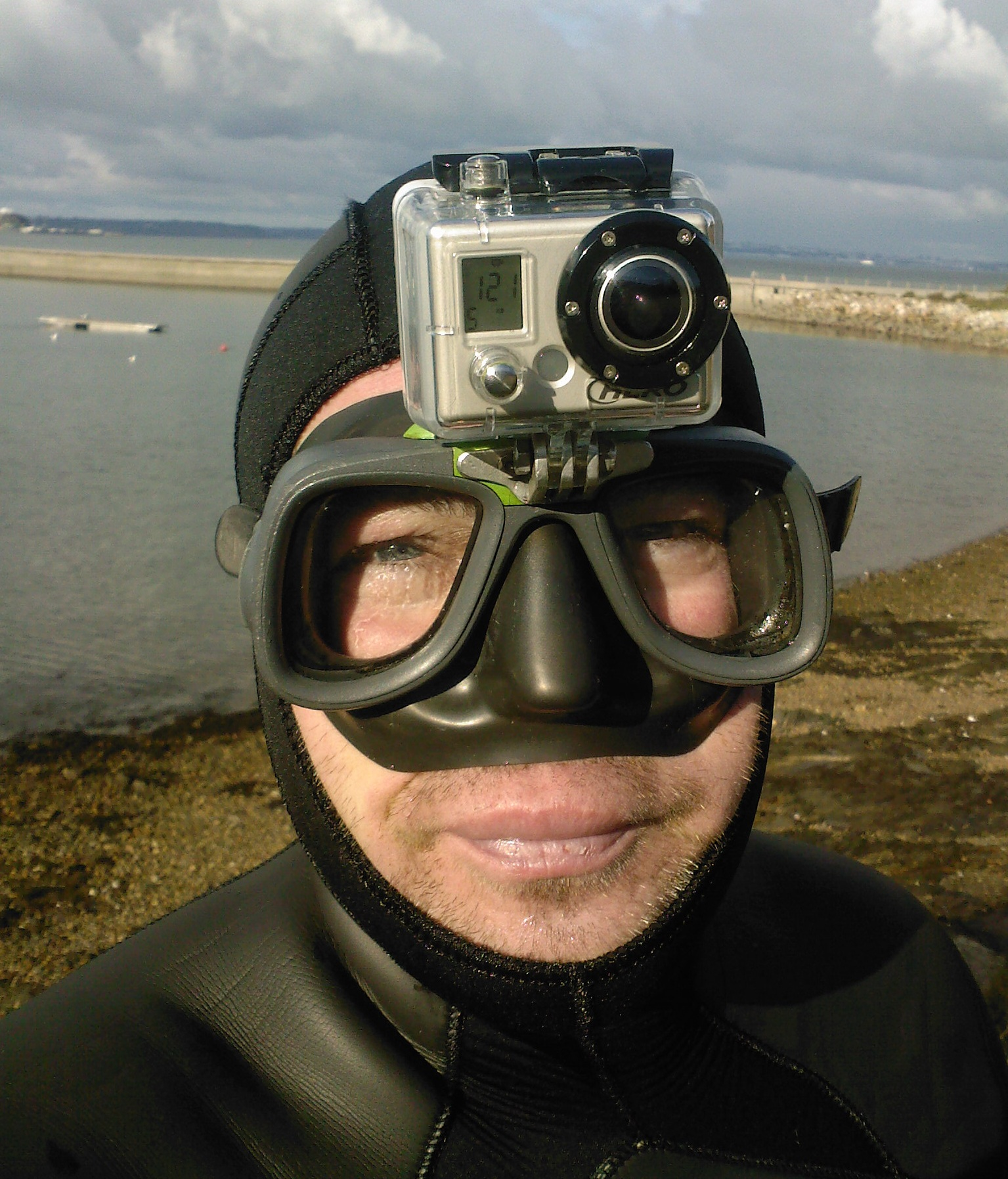
Action-Camcorder mit Unterwassergehäuse an einer Tauchmaske

Action-Camcorder können bei herausfordernden Witterungsbedingungen, bei hohen Windgeschwindigkeiten oder teilweise sogar unter Wasser eingesetzt werden. Sie sind leicht an verschiedenen Gegenständen zu befestigen und werden daher beispielsweise von Radfahrern, Skifahrern, Surfern, Fallschirmspringern, Tauchern oder Extremsportlern eingesetzt, damit diese während der Filmaufnahmen beide Hände für die Ausübung ihrer Aktivitäten frei haben. Neuere Geräte können per Intervallschaltung auch Zeitrafferfilme oder (im Burst-Modus) eine hohe Anzahl von Fotos in sehr kurzer Zeit erstellen.

## Bestandteile

### Obligatorische Ausstattung
Ein Action-Camcorder besteht aus einem weitwinkligen Objektiv mit fester Brennweite, einem Bildsensor, einer Bildverarbeitungseinheit, einem Mikrofon, einem Datenspeichermedium und einem Akku zur Energieversorgung. Die Datenrate beträgt für die Geräte, die eine Bildauflösung von Full HD oder in einigen Fällen sogar von 4K unterstützen, bis zu 50 Megabit pro Sekunde (Stand 2014). Es gibt Camcorder mit zwei gegenüberliegenden Objektiven, die einen Aufnahmewinkel von 360° abdecken (z. B. Insta360 one oder  RICOH THETA).
Meistens können Action-Camcorder auch zum Fotografieren eingesetzt werden. Die Tonqualität ist in der Regel eingeschränkt, kann aber durch ein externes Mikrofon verbessert werden.

### Optionale Ausstattung
Es gibt umfangreiches Zubehör, um Action-Camcorder auf vielfältige Art mit Kameragurten, Klebe-, Schnellspann-, Saug- oder Schraubverbindungen zu befestigen, wie zum Beispiel an Armen oder Beinen, an Kleidungsstücken, an Lenkern, auf Helmen oder an Gabelbäumen.
Manche Geräte sind zusätzlich mit einem Bildschirm versehen, der zur Bedienung des Menüs, der Ausrichtung der Kamera oder zur Wiedergabe der Aufnahmen benutzt werden kann.
Die Kameras sind in der Regel spritzwassergeschützt oder bis in wenige Meter Tiefe wasserdicht. Für den Taucheinsatz werden von vielen Anbietern passende Unterwassergehäuse angeboten. Da die Bedienung jedoch häufig nur über ein Smartphone bewerkstelligt werden kann, muss auch dieses für den Einsatz entsprechend robust ausgelegt sein.
Einige Geräte verfügen über einen Bildstabilisator oder GPS.
Zunehmend viele Geräte sind mit einem WLAN-Modul ausgestattet, das eine drahtlose Kommunikation und Steuerung per Fernbedienung (am Handgelenk/mit oder ohne Bildschirm) oder mit anderen digitalen Geräten wie Smartphones, Tablet-PCs oder Notebooks ermöglicht.